# Leader parlementaire du gouvernement (Queensland)
Pour les articles homonymes, voir Leader parlementaire du gouvernement.
Le leader parlementaire du gouvernement (en anglais Manager of Government Business, aussi appelé Leader of the House) est responsable de la gestion et de la programmation des affaires du gouvernement dans l’Assemblée législative du Queensland. Le bureau est occupé par un membre du ministère ; jusqu'à 2009, le bureau était toujours occupé par un membre du Cabinet, mais Judy Spence occupa la fonction en tant que secrétaire parlementaire. Avec les changements fait en octobre 2011, le salaire de celui occupant la fonction fut augmenté. Il préside le Comité de l'Assemblée législative, responsable de la façon dont la chambre fonctionne.

## Sources
- (en) Cet article est partiellement ou en totalité issu de l’article de Wikipédia en anglais intitulé « Manager of Government Business (Queensland) » (voir la liste des auteurs).